# فرانك ماكي
فرانك ماكي (بالإنجليزية: Frank MacKey)‏ هو لاعب البولو أمريكي، ولد في 20 مارس 1852 في مقاطعة شوهاري في الولايات المتحدة، وتوفي في 24 فبراير 1927 في ريفرسايد في الولايات المتحدة.

## وصلات خارجية
- فرانك ماكي على موقع أوليمبيديا (الإنجليزية)